# Ezio Cardi
Ezio Cardi (ur. 24 października 1948 w Bardolino) – włoski kolarz torowy, brązowy medalista mistrzostw świata.

## Kariera
Największy sukces w karierze Ezio Cardi osiągnął w 1973 roku, kiedy zdobył brązowy medal w sprincie indywidualnym zawodowców podczas mistrzostw świata w San Sebastián. W zawodach tych wyprzedzili go jedynie Robert Van Lancker z Belgii oraz kolejny reprezentant Włoch – Giordano Turrini. Na rozgrywanych rok wcześniej igrzyskach olimpijskich w Monachium Cardi odpadł w eliminacjach sprintu indywidualnego, a w wyścigu na dystansie 1 km zajął dziewiątą pozycję. W 1971 roku był drugi w zawodach sprinterskich w Paryżu, a rok później zajął trzecie miejsce w Kopenhadze. Ponadto wielokrotnie zdobywał medale torowych mistrzostw kraju, w tym sześć złotych.